# حریم‌آباد
حریم‌آباد؛ نام روستایی از توابع بخش مرکزی شهرستان زبرخان در استان خراسان رضوی ایران است. این روستا در دهستان زبرخان قرار دارد و بر اساس سرشماری مرکز آمار ایران در سال ۱۳۸۵، جمعیت آن ۲۸۴ نفر (۸۲خانوار) بوده‌است.
از مشاهیر این روستا باید از عمادالاسلام یاد کرد که از روحانیون بزرگ نیشابور و فرزند آیت الله معین الغربا از روحانیون برجسته مشهد که بعضی او را در موضوع قتل دو نقر اسماعیلی در دررود دارای نقش میدانند و در حرم رضوی مدفون است.  عمادالاسلام با پیش آمدن واقعۀ گوهرشاد، از مشهد مهاجرت و در روستای حریم آباد ساکن گردید. فرزند عمادالاسلام به نام باقر معین سال 1355 به انگلستان رفت و مدت زیادی مدیر برنامه فارسی بی بی سی بود . او حدود 6 سال پیش بازنشسته شده است.
کتابچه ای در سال 1269ق (140سال قبل) در مورد روستاهای منطقه نیشابور نوشته شده، ولی سخنی از حریم آباد در آن وجود ندارد. در آن زمان ظاهرا خالی از سکنه بوده است یا وجود نداشته. از مزرعه طبسی که در جنوب این روستا قرار دارد در آن کتاب یاد شده است. جمعیت سخدر در مجاورت این روستا را 57 نفر نوشته، ظاهرا ساکنان حریم آباد پس از سال 1296 در آنجا ساکن شده اند و در بین آنها مهاجرینی از دررود و گرینه و مشهد وجود دارند.